# Phare de l'Île aux Œufs
Le phare de l'Île aux Œufs est une station d'aide à la navigation située sur l'île aux Œufs, près de Pointe-aux-Anglais au Québec (Canada). Le phare de 14 m de hauteur a été construit en 1955 en remplacement d'une maison-phare installé en 1871. Il a été automatisé en 1970 et fermé en 2003.

## Premier phare

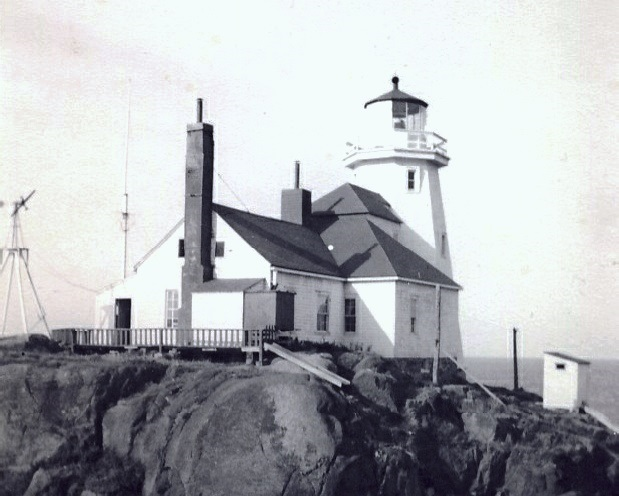
Maison-phare en 1940.

En 1871, afin de signaler la présence de récifs dangereux et faciliter la navigation le long du fleuve Saint-Laurent, le ministère de la Marine et des Pêcheries fait construire un phare en bois et une maison de gardien sur l'île aux Œufs. 
La tour en bois du phare est remplacée par une tour octogonale en béton armé en 1955 à l'occasion d'un programme de modernisation des aides à la navigation. La nouvelle tour de 14 m est bâtie selon un plan standardisé nécessitant un entretien minimal.
Jusqu'en 1969, le bon fonctionnement du phare est assuré successivement par six gardiens accompagnés de leur famille.
Le phare fut entièrement automatisé au cours des années 1970 et finalement désactivé en 2003.